# 持田インターチェンジ
持田インターチェンジ（もちだインターチェンジ）は、埼玉県行田市持田一丁目にあるインターチェンジである。

## 道路
- 国道17号熊谷バイパス

## 接続する道路
- 埼玉県道128号熊谷羽生線（旧国道125号）

## 構造
- 秩父鉄道秩父本線を跨ぐ高架橋と隣接しているためか、その構造は複雑で、上下線で形状が異なる。インターチェンジの分類をそれぞれ当てはめると、熊谷バイパス上り線側はダイヤモンド型（の変型）、熊谷バイパス下り線側は折畳みダイヤモンド式（または不完全クローバー型）と言える。
  - 埼玉県道128号熊谷羽生線側は、熊谷バイパス下り線出入口と熊谷羽生線上り線との間の平面交差部のみに信号付きの「持田インター」交差点がある。熊谷バイパス上り線出口から熊谷羽生線下り線と、熊谷羽生線上り線からの熊谷バイパス上り線入口の平面交差は離れた場所にあるために信号が無い。熊谷羽生線下り線からそれぞれの入口へは分岐車線がそれぞれ設置されている（ただし、逆方向からの入口線との合流部で一時停止が必要）。熊谷バイパス上り線から熊谷羽生線上り線・熊谷バイパス下り線から熊谷羽生線下りへは合流する構造になっているが一時停止が必要（合流車線のスペースはあるが隣接する信号交差点に近接してしまうため未使用）。
  - 熊谷羽生線から熊谷バイパス下り線に進入するルートには合流車線が設けられておらず、一時停止する必要がある（ここ以外の熊谷バイパス側の分岐・合流には専用車線がある）。
- 当インター前後で熊谷バイパスの上り線が下り線に寄り添う（当IC以外の区間は中央部が自動車専用道路建設予定地の為、大きく開いている）。また、熊谷バイパス高崎側に本来の本線と側道の下り線の未使用の橋脚がある。

## 周辺の施設
- 秩父鉄道持田駅
- 行田自動車教習所
- 家具のホンダ行田店（元島忠行田店）
- イエローハット行田店
- テスココンポ本部行田センター
- ケンタッキーフライドチキン行田店
- コナミスポーツクラブ行田
- ベルク行田城西店（ダイエー行田店跡地）
- ドン・キホーテ行田持田インター店（元スポーツデポ・ゴルフ5行田持田インター店）

## 隣
国道17号
熊谷バイパス
上之南交差点 - 持田IC - 持田交差点
埼玉県道128号熊谷羽生線
名称なし交差点 - 持田IC - 持田一丁目交差点

## ギャラリー

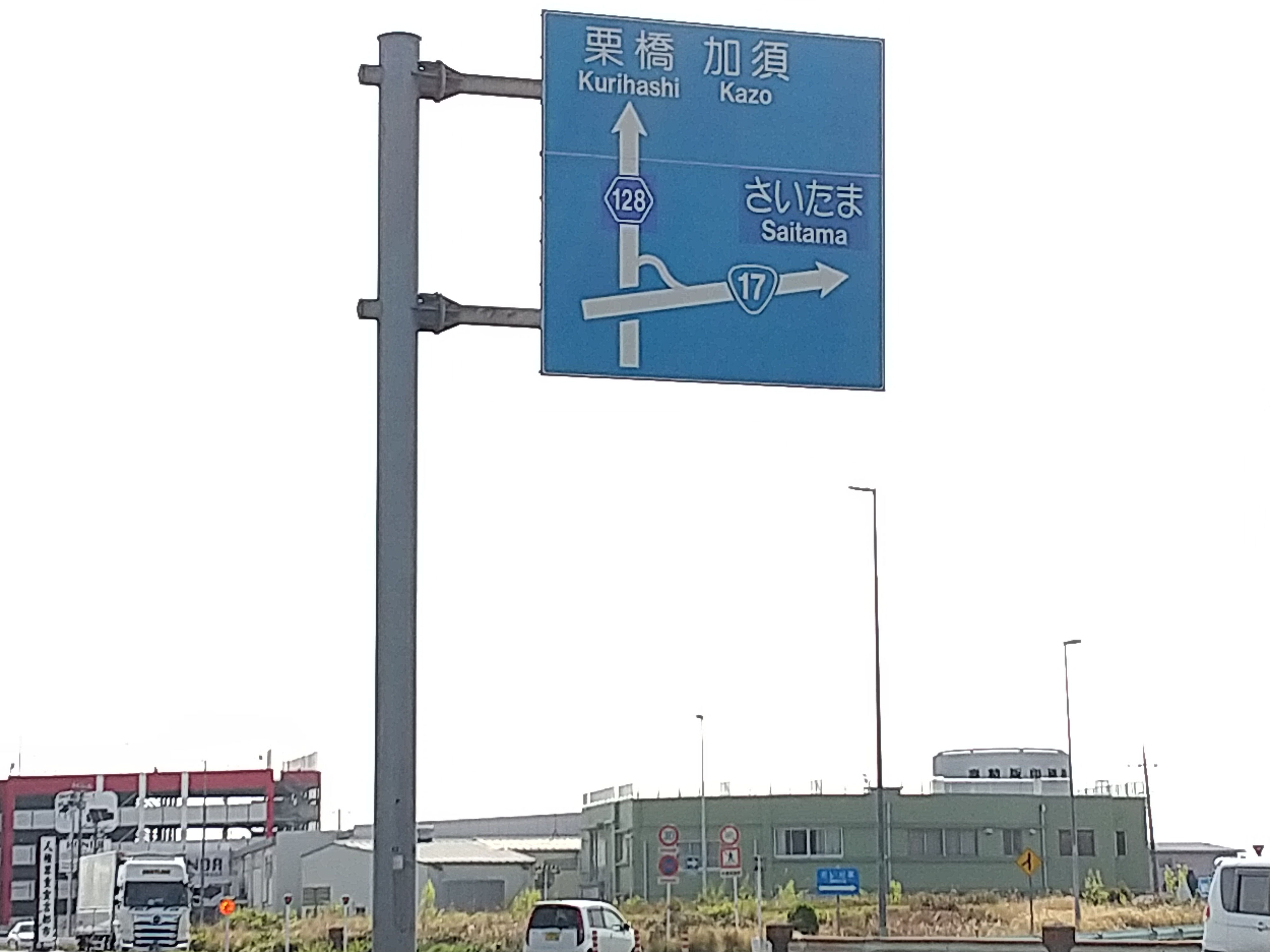
埼玉県道128号、上りから
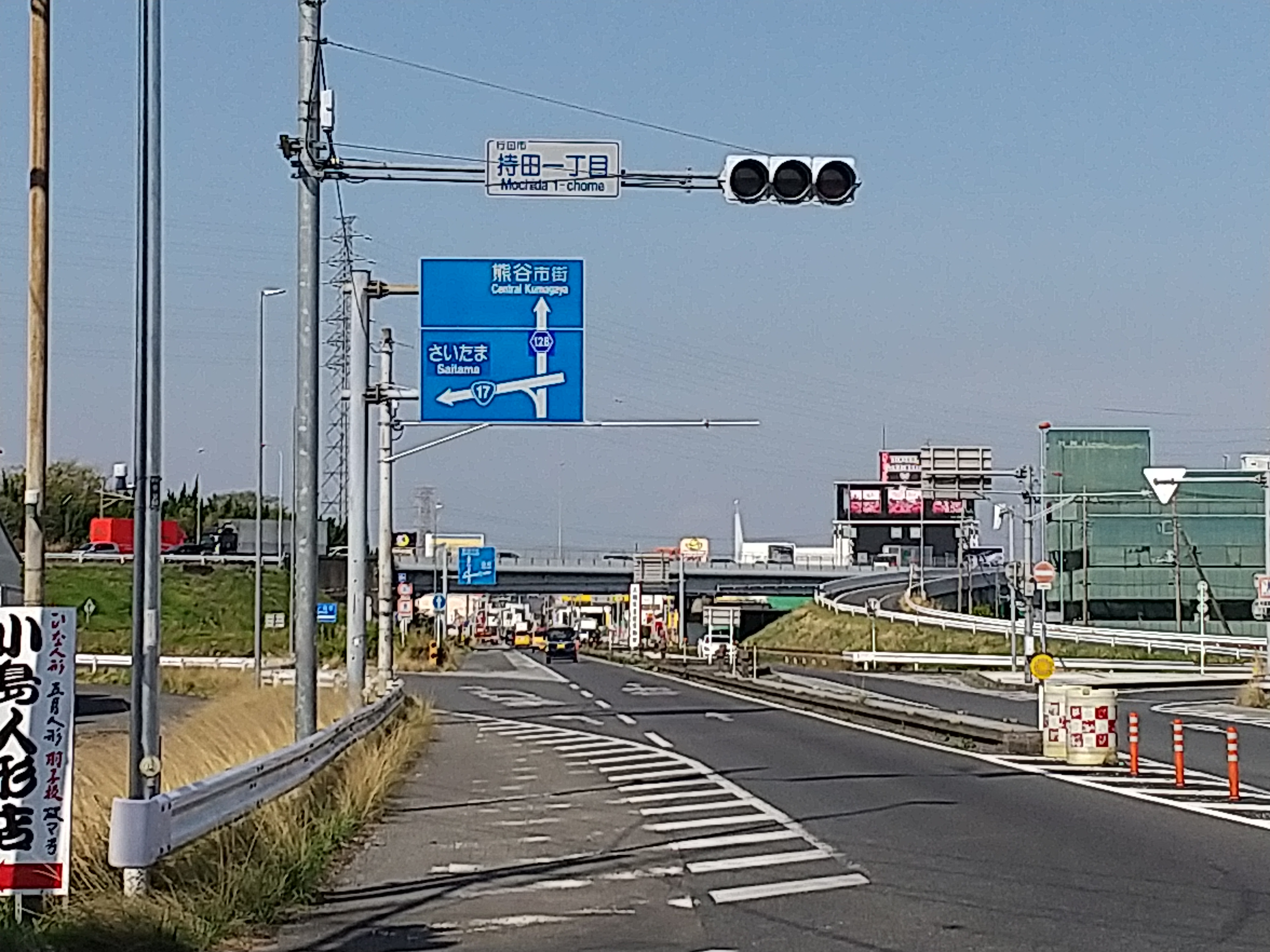
埼玉県道128号、下りから
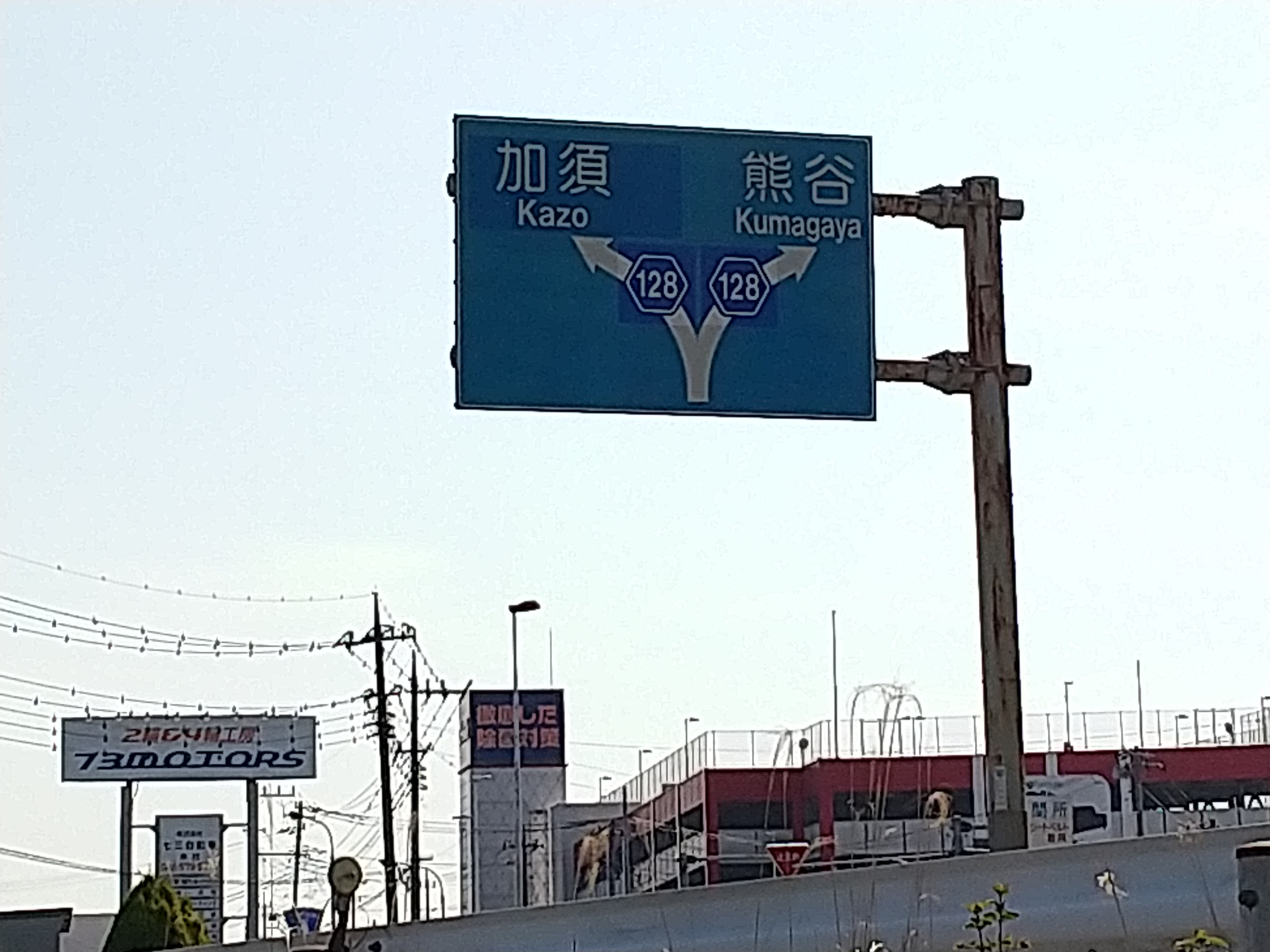
国道17号、上りから